# 亞她利雅
亞她利雅（希伯來語：עֲתַלְיָה，轉寫：ʻĂṯalyâ；，？—前835年）或作亚他利雅，天主教譯為阿塔里雅，是古代中東國家南猶大王國的王后及太后，後來成為了為唯一一位女王，在位六年。她是以色列王國國王暗利的孫女，父親是北國以色列的亞哈王，母親（繼母）是耶洗別，她與約蘭王的婚姻被視為是一種南北國間締結同盟的政治婚姻。她在登基後大肆殺害猶太王室後人，使祭司耶何耶大把當時尚在襁褓中的約阿施藏在聖殿裡免被殺害。其後當約阿施長大，耶何耶大發動政變推舉約阿施繼位，亞她利雅被處死。

## 年份問題
亞她利雅在位的年期，目前歷史上有兩種講法：
1. 費毅榮（英语：Edwin R. Thiele）認為是從前842年或前841年到前836年或前835年[2]；
2. 威廉·奧爾布賴特（英语：William F. Albright）認為是從前842年到前837年。

不過，在費毅榮的著作提及亞她利雅的頁面後又再講到她的兒子亞哈謝是在她掌權之後才死的，而這兩者的差異，費毅榮的著作裡並沒有解釋原因。

## 聖經相關章節
- 《列王紀下》第11章1-20節
- 《歷代志下》第22章10節–第23章15節

## 外部連結
- 亞他利雅（Athaliah） （页面存档备份，存于）